# Burgruine Rechenberg
Die Burgruine Rechenberg, auch Schanze, Burgruine, Schloss, Burgberg genannt, ist die Ruine einer Höhenburg auf einem nach Westen gerichteten Bergsporn über der Freiberger Mulde im Osten der Gemeinde Rechenberg-Bienenmühle im Landkreis Mittelsachsen.

## Geschichte
Die auf einer älteren Wehranlage, die aus einer dreiteiligen Holzburg mit Wällen und Grabensystem bestand und als Schutz eines Gebirgsüberganges diente, erbaute Burg wurde erstmals 1270 urkundlich mit Apitz de Rechenberg erwähnt. Auch tritt ein Heinrich von Rechenberg als Zeuge in dieser Urkunde auf. Sie war Stammsitz der Familie von Rechenberg, die sich ab 1290 am Landesausbau im schlesischen Herzogtum Glogau beteiligte und dort umfangreichen Besitz erwarb.
Der ursprüngliche Zweck der Burg bestand darin, das Herrschaftsgebiet der böhmischen Hrabischitzer, auch Riesenburger genannt, gegenüber der wettinischen Burg Frauenstein zu sichern und den Weg von der Riesenburg in sächsische Gebiete zu kontrollieren. Die Rechenberger Feste wurde in der ersten Hälfte des 13. Jahrhunderts zur Steinburg auf dem vorderen Felskern ausgebaut. Der Wortteil Rechen geht höchstwahrscheinlich auf das Wappensymbol des Heurechens der Hrabischitzer zurück. Der Wortteil berg lässt mit großer Wahrscheinlichkeit auf deutsche (fränkische) Siedler schließen.
Die Wettiner erwarben 1389 die gesamte Herrschaft von den Hrabischitzern und ab 1459 verbleibt Rechenberg endgültig bei Sachsen.
Im 14. Jahrhundert und 1571 fanden schlossartige Umbauten statt. 1586 brannte die Burg in Folge von unachtsamem Umgang mit Licht ab, seitdem ist sie zur Ruine verfallen. Der in der Zeit der Romantik noch auf dem Burgfelsen stehende Bergfried/Wohnturm wurde von mehreren bekannten Malern dieser Zeit abgebildet. Später wurde er abgerissen und aus seinen Steinen wahrscheinlich das Niedere Schloss als Gutshaus am Fuß des Burgbergs errichtet.
Das Areal der Mittelalterlichen Wehranlage Rechenberg wurde 1969 unter Bodendenkmalschutz gestellt.

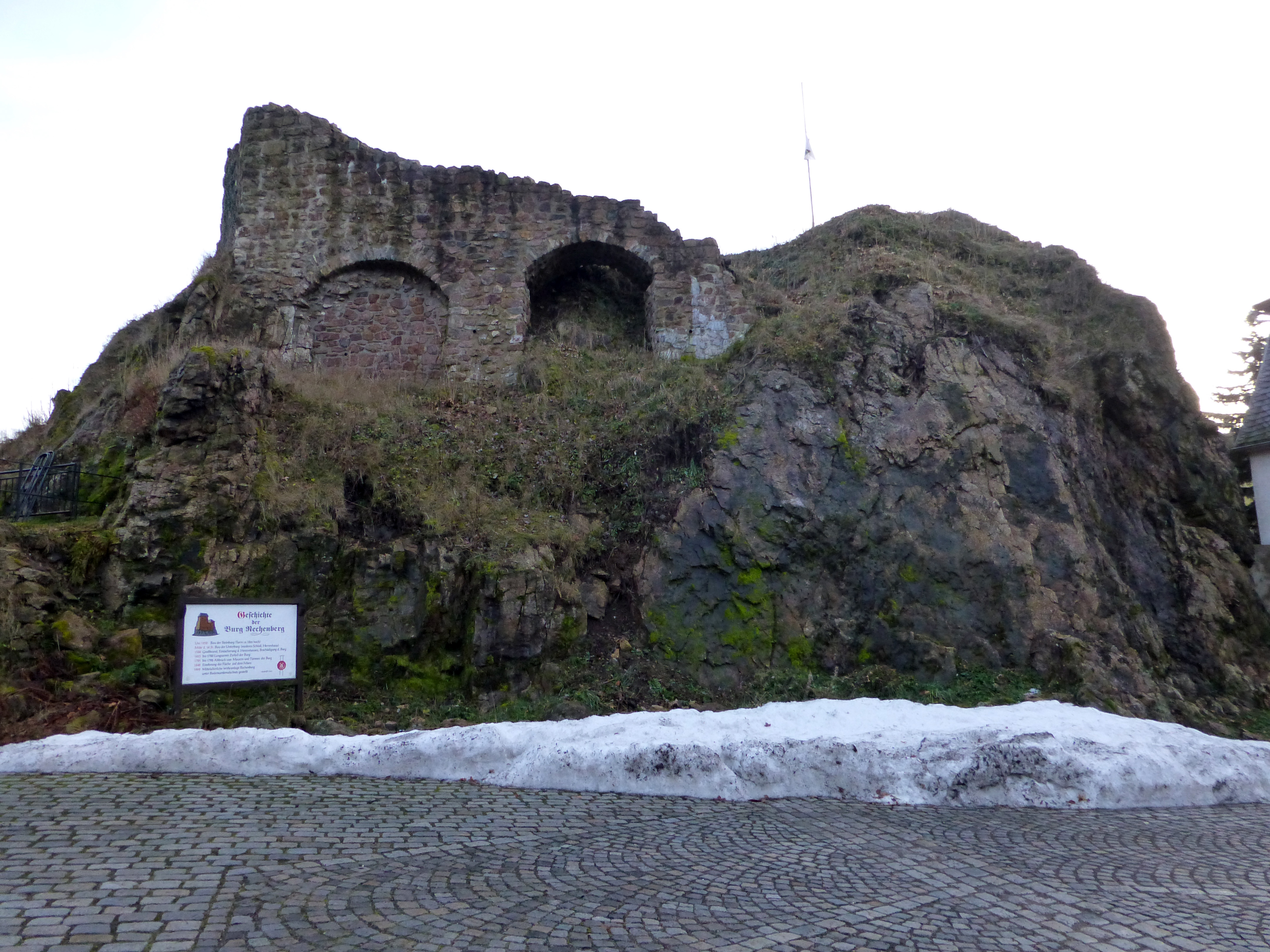
Burgruine Rechenberg

## Anlage
Die Ursprungsanlage der Burg mit ihren drei Kernen und einer Ausdehnung von etwa 70 mal 150 Metern, kann als eine der größten mittelalterlichen Wehranlagen des Erzgebirges angesehen werden. Die kleine Steinburg auf dem westlichsten Fels entstand vermutlich erst nach Verfall des östlichen Anlagenteils.
Die Burganlage war vom Ort durch einen mächtigen Halsgraben getrennt und vermutlich über eine Zugbrücke zu erreichen. Vom Burghof aus sieht man den alten Palas, dessen oberstes Stockwerk aus Fachwerk besteht und der das höchste Gebäude auf dem Burggelände ist. Daneben befindet sich ein weiteres langgezogenes Haus, das sich an einen der beiden Wehrtürme anlehnt. Beide Gebäude dienen touristischen Zwecken.